# Joosia aequatoria
Joosia aequatoria är en måreväxtart som beskrevs av Julian Alfred Steyermark. Joosia aequatoria ingår i släktet Joosia och familjen måreväxter. IUCN kategoriserar arten globalt som starkt hotad. Inga underarter finns listade i Catalogue of Life.